# Fußball-Club Hertha 03 Zehlendorf
Il Fußball-Club Hertha 03 Zehlendorf e. V., meglio conosciuto come Hertha 03 Zehlendorf o semplicemente come Hertha Zehlendorf, è una società di calcio tedesca, con sede a Berlino, nel quartiere di Zehlendorf.

## Storia
Il club è stato fondato il 10 marzo 1903 come Turn und FC Germania 1903 Zehlendorf Nel 1911 si fuse con l'FC Hertha 06 Zehlendorf, fondato nel 1906, per formare il VfB Zehlendorf 03. Nella stagione 1912-1913, 38 membri del VfB si unirono al Hertha Berlino come dipartimento di Zehlendorf, che però si staccò dal BFC nel 1914 per ricreare il F.C. Hertha 06 Zehlendorf. Questo club e il VfB Zehlendorf 03 si fusero nel gennaio 1919 per formare l'F.C. Hertha 03 Zehlendorf, che a sua volta si unì l'Union 24 di Lichterfelde nel 1940. Nel 1948 questo club fu il primo club di Berlino dopo la seconda guerra mondiale a ricevere il permesso dal governo militare degli Stati Uniti in Germania come Zehlendorfer Ballspiel-Club (Z. B.C.) Hertha. 

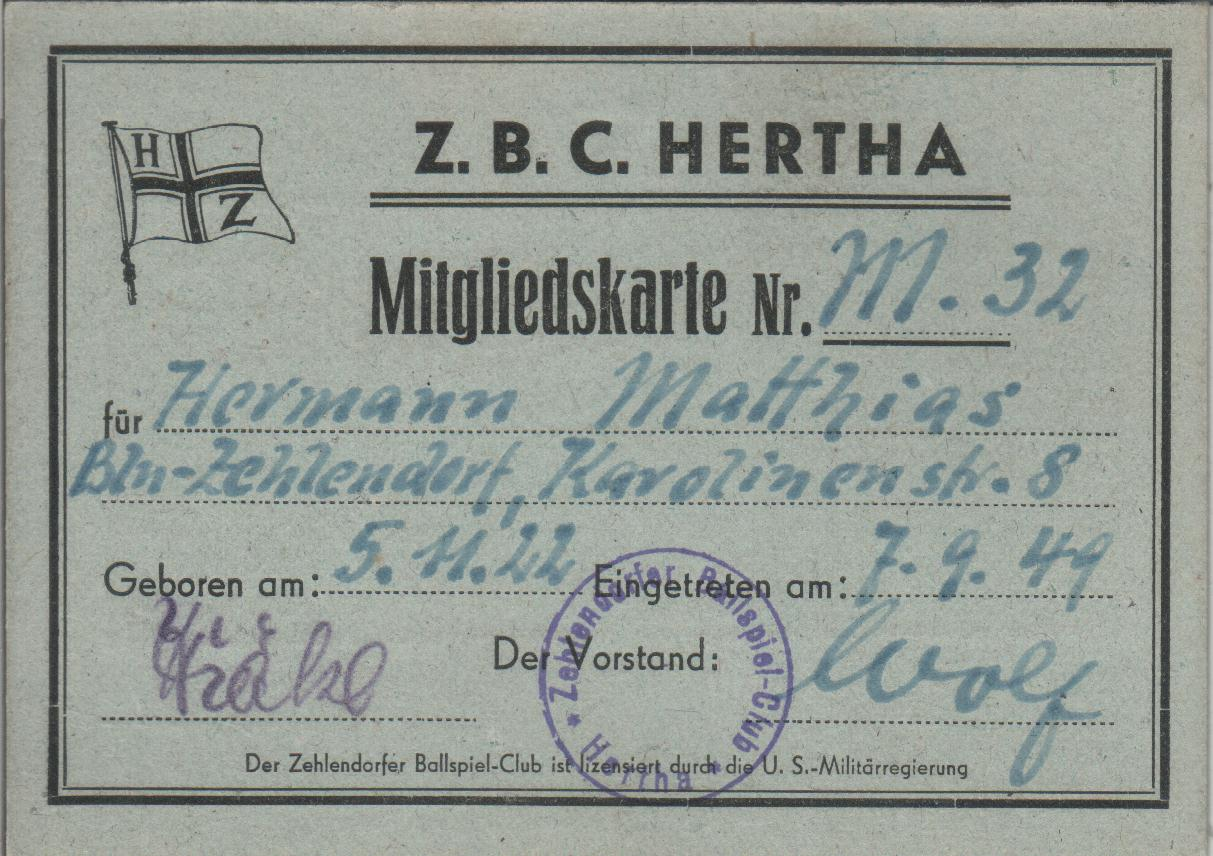
Tessera associativa del 1949

Ha assunto poi il nome definitivo di Fußball-Club Hertha 03 Zehlendorf e. V. nel 1949.
Dal 1963 al 1974 milita nel girone berlinese della Fußball-Regionalliga, la serie cadetta tedesca occidentale di allora. L'Hertha ne vincerà due edizioni nel 1969 e 1970, fallendo in entrambe la promozione nella massima serie tedesca ai playoff. Al termine della Fußball-Regionalliga 1973-1974, anche a causa della riforma del campionato cadetto, l'Hertha viene retrocesso in terza serie. Fallisce il ritorno in cadetteria al termine della Oberliga 1978-1979, perdendo la finale playoff contro il Bremerhaven.
Negli anni seguenti il club militerà nelle serie inferiori tedesche.

## Palmarès

### Competizioni regionali
- Regionalliga Berlin: 2

1968-1969, 1969-1970

### Competizioni giovanili
- Under-17 Bundesliga: 1

1987-1988